# Caccia al tesoro
La caccia al tesoro è un gioco di società in cui i concorrenti, organizzati in squadre oppure singolarmente, devono trovare determinati oggetti nascosti.
Il gioco si può svolgere in ambiente chiuso oppure in spazi aperti, anche di estensione geografica. In questo caso gli spostamenti possono avvenire con automobili o altri mezzi.

## Tipi di caccia al tesoro
Esistono vari tipi di caccia al tesoro:
1. I giocatori devono trovare un oggetto nascosto (che può essere il premio stesso) seguendo una catena di indizi, a loro volta nascosti. Alla partenza viene comunicata ai partecipanti in forma enigmatica la posizione del primo indizio. Questo può essere un biglietto nascosto su cui sono riportate le istruzioni per giungere alla tappa successiva e così via per un numero arbitrariamente alto di passaggi, fino a raggiungere il tesoro nascosto.
2. Ai giocatori viene consegnato un elenco di oggetti che devono essere reperiti. La vittoria spetta a chi consegna il maggior numero di oggetti entro un tempo limite oppure consegna tutti gli oggetti nel tempo minore. Gli oggetti possono essere precedentemente posizionati sul territorio di gioco dagli organizzatori oppure presenti naturalmente. Per ravvivare il gioco può essere richiesta la presentazione di particolari persone (es. un fabbro, un parrucchiere) oppure la risoluzione di giochi di abilità o enigmistici.
3. Simili alle cacce al tesoro sono i contest radioamatoriali in cui i concorrenti, attrezzati con apparati radio veicolari devono raggiungere una postazione nascosta sul territorio con l'ausilio di comunicazioni radio e tecniche di orientamento.
4. Con l'avvento di internet, e l'uso sempre più intensivo della rete, si è diffusa anche nel web la tendenza a organizzare cacce al tesoro "virtuali" on-line. Con la diffusione degli apparati di localizzazione personale basati su GPS ha incrementato la propria popolarità anche una caccia al tesoro ibrida, basata in parte su internet e in parte sul territorio, detta geocaching: in un sito web apposito vengono pubblicate longitudine e latitudine di un tesoro (generalmente una scatola contenente semplici gadget), nascosto da qualche utente del sito stesso, che deve essere trovato da altri utenti solo tramite le coordinate fornite.